# آآ قرمز
آآ قرمز (نام علمی: Aa rosei) نام یک گونه از سرده آآ است.